# Gabriel Reynal
Gabriel Reynal (Omar Bautista Reynaldi; * 29. Juni 1943 in Rosario; † 1. April 2009) war ein argentinischer Tangosänger.

## Leben
Reynal begann seine Laufbahn als Sänger in Eduardo Bergara Leumanns La Botica del Ángel und Lucio Demares Malena al Sur. 1974 unternahm er seine erste Frankreichtournee und trat in Paris und fünf Monate lang an der Côte d’Azur auf. 1988 tourte er mit Armando Calós Orchester durch Spanien. Eine zweite Reise nach Frankreich folgte 1990 mit dem Tango Trio. Ab 1998 gehörte er zu den Musikern des Caño 14, die bei Auftritten im Hotel Costa Galana den Preis Estrella de Mar für die beste Musikshow erhielten.
Er war dann Sänger in den Orchestern von Ernesto Baffa und von Leopoldo Federico und nahm mit dem Orchester Ernesto Francos auf. Auf einer CD wurde er u. a. vom Orchester José Colángelos und den Gitarristen Osvaldo Avena und Cacho Tirao begleitet und sang im Duo mit Alberto Podestá den Walzer Tu vieja casa limeña (Text von César Vallejos, von Podestá komponiert). Er hatte Auftritte in fast allen Tangolokalen von Buenos Aires, bei der Sendung Grandes valores del tango auf Canal 9 und beim Kabelkanal Solo Tango. Mit dem Sexteto Mayor trat er in Istanbul, Kopenhagen und beim Karneval in Venedig auf.